# Onthophagus prostans
Onthophagus prostans är en skalbaggsart som beskrevs av Reiche 1847. Onthophagus prostans ingår i släktet Onthophagus och familjen bladhorningar. Inga underarter finns listade i Catalogue of Life.